# Tyrrell 021
Chronologie des modèles (1993)
Tyrrell 020C Tyrrell 022
La Tyrrell 021 est la monoplace de Formule 1 engagée par l'écurie Tyrrell Racing dans le cadre de la deuxième moitié du championnat du monde de Formule 1 1993. Elle est pilotée par le Japonais Ukyo Katayama et l'Italien Andrea De Cesaris. Engagée à partir du Grand Prix de Grande-Bretagne, huitième manche de la saison, la 021 se distingue notamment par un empattement plus court que sa devancière, la Tyrrell 020C. Elle est mue par un moteur Yamaha qui est en réalité un moteur Judd GV rebadgé.

## Historique

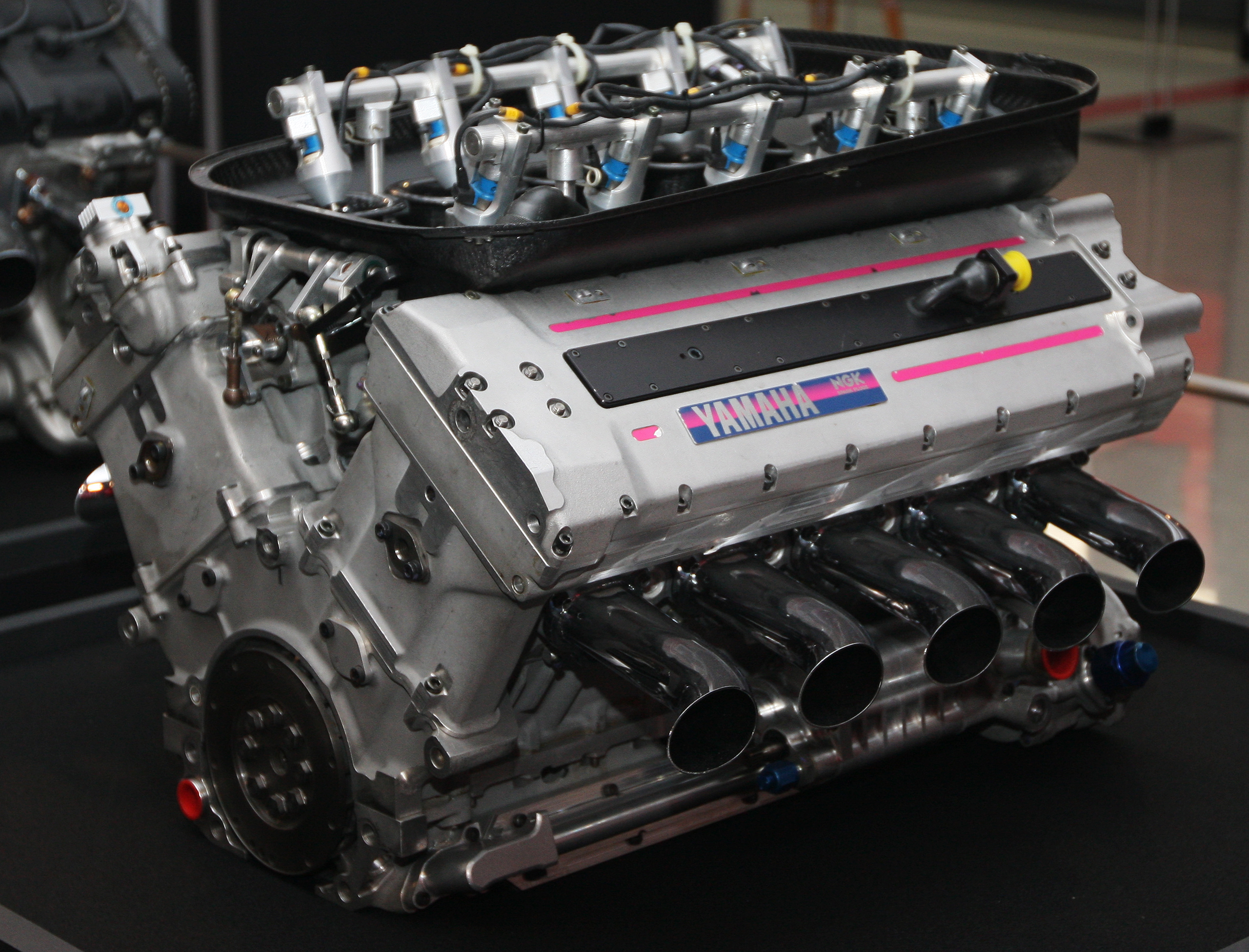
Le moteur Yamaha OX10A de la Tyrrell 021 rend 90 chevaux au moteur Renault.

Pour le Grand Prix de Grande-Bretagne, Andrea De Cesaris dispose de la seule Tyrrell 021 disponible, Ukyo Katayama conservant la 020C. En qualifications, l'Italien, auteur du vingt-et-unième temps de la séance à plus de six secondes de la pole position d'Alain Prost, ne devance son coéquipier, vingt-deuxième, que d'un dixième. En course, si les deux pilotes se retrouvent au fond du classement, Katayama termine treizième à quatre tours de Prost tandis que De Cesaris, avec seize tours de retard, n'est pas classé,.
À partir de la manche suivante, en Allemagne, le Japonais dispose également de la 021. Si les performances en qualifications ne s'améliorent guère par rapport à celles obtenues avec la 020C (au-delà de la vingtième place pour Katayama, et autour de la neuvième ligne de la grille pour De Cesaris), il n'en est pas de même en course, la 021 s'avérant plus fiable que sa devancière. À Hockenheim, De Cesaris abandonne après un seul tour effectué à cause de la casse de sa boite de vitesses, alors que son coéquipier perd une roue au vingt-huitième tour. En Hongrie, Katayama termine dixième à quatre tours du vainqueur Damon Hill alors que De Cesaris se classe onzième et avant-dernier, avec cinq tours de retard. À Spa-Francorchamps pour le Grand Prix de Belgique, si Katayama finit quinzième et dernier à quatre tours de Hill, son équipier abandonne à mi-course en raison d'un problème de son moteur Yamaha. En Italie, l'Italien et le Japonais, pénalisés par un moteur peu puissant (à Monza, il rend en moyenne 14 km/h au moteur Renault qui équipe les Williams FW15C), terminent derniers, en treizième et quatorzième positions, à six tours de Hill, la monoplace de De Cesaris étant également victime d'un problème de pression d'huile,. Au Portugal, Katayama est victime d'un accident au douzième tour tandis que son coéquipier franchit la ligne d'arrivée en douzième position, à trois tours de Michael Schumacher.
Lors du Grand Prix suivant, au Japon, Katayama réalise la meilleure performance en qualification de son écurie cette saison, le Japonais effectuant le treizième temps de la séance, devançant De Cesaris, dix-huitième des qualifications, de 1,2 seconde. En course, alors que l'Italien est victime d'un accident au premier tour, le Japonais reste en milieu de classement, et abandonne au vingt-huitième tour après être parti en tête-à-queue,. La dernière course, en Australie, n'est pas plus fructueuse pour Tyrrell, De Cesaris finissant treizième à quatre tours d'Ayrton Senna, et Katayama accidentant sa monoplace au onzième tour de l'épreuve.
À la fin de la saison, Tyrrell Racing termine à la treizième et dernière place du championnat des constructeurs, sans avoir marqué de points, une première dans l'histoire de l'écurie engagée en tant que constructeur en Formule 1 depuis 1972.

## Résultats en championnat du monde de Formule 1
| Saison | Écurie                      | Moteur           | Pneus    | Pilotes           | Courses | Courses | Courses | Courses | Courses | Courses | Courses | Courses | Courses | Courses | Courses | Courses | Courses | Courses | Courses | Courses | Points inscrits | Classement |
| Saison | Écurie                      | Moteur           | Pneus    | Pilotes           | 1       | 2       | 3       | 4       | 5       | 6       | 7       | 8       | 9       | 10      | 11      | 12      | 13      | 14      | 15      | 16      | Points inscrits | Classement |
| ------ | --------------------------- | ---------------- | -------- | ----------------- | ------- | ------- | ------- | ------- | ------- | ------- | ------- | ------- | ------- | ------- | ------- | ------- | ------- | ------- | ------- | ------- | --------------- | ---------- |
| 1993   | Tyrrell Racing Organisation | Yamaha OX10A V10 | Goodyear |                   | AFS     | BRÉ     | EUR     | SMR     | ESP     | MON     | CAN     | FRA     | GBR     | ALL     | HON     | BEL     | ITA     | POR     | JAP     | AUS     | 0               | 13e        |
| 1993   | Tyrrell Racing Organisation | Yamaha OX10A V10 | Goodyear | Ukyo Katayama     |         |         |         |         |         |         |         |         |         | Abd     | 10e     | 15e     | 14e     | Abd     | Abd     | Abd     | 0               | 13e        |
| 1993   | Tyrrell Racing Organisation | Yamaha OX10A V10 | Goodyear | Andrea De Cesaris |         |         |         |         |         |         |         |         | Nc      | Abd     | 11e     | Abd     | 13e*    | 12e     | Abd     | 13e     | 0               | 13e        |

Légende : ici 

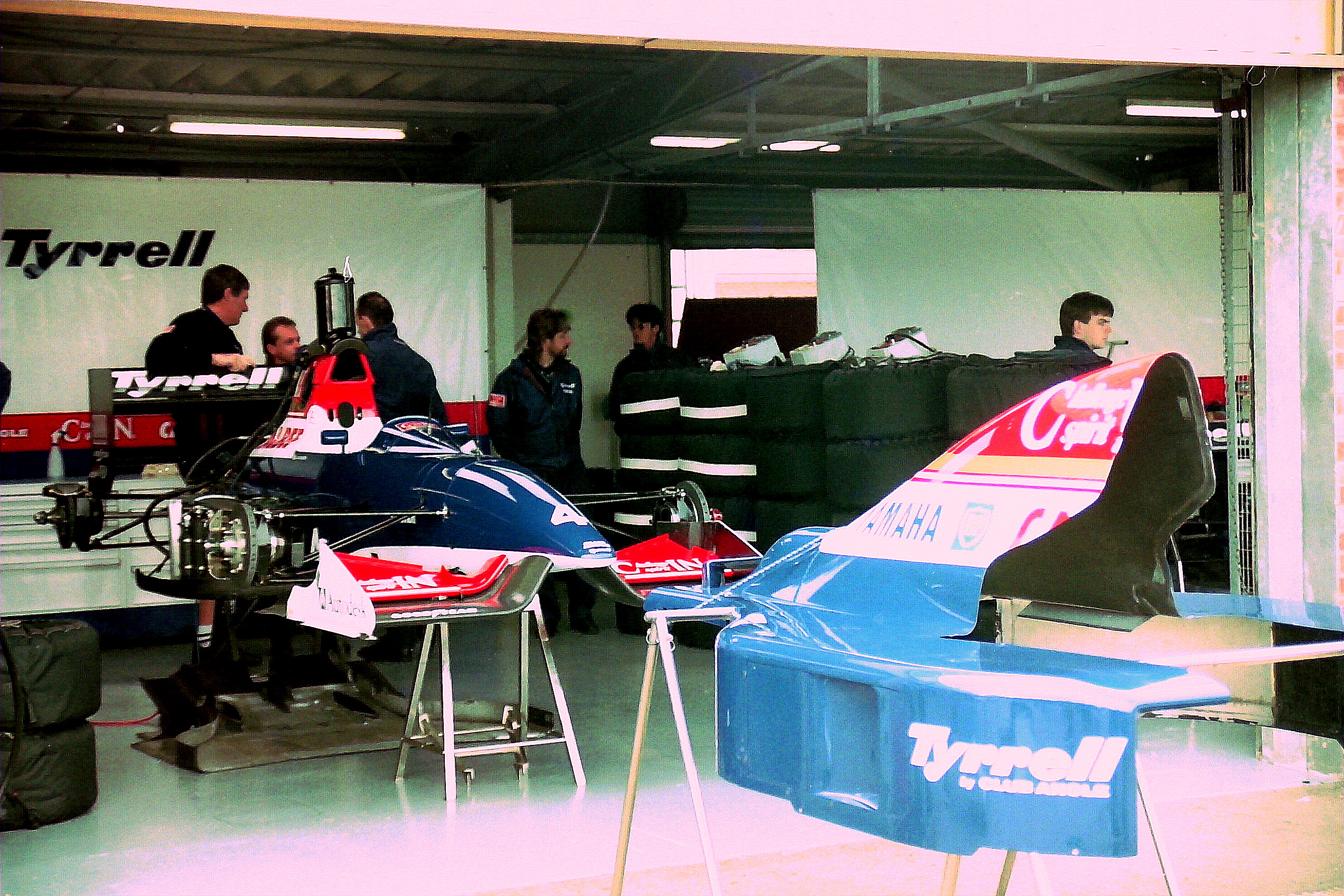
Le garage d'Andrea De Cesaris lors du Grand Prix de Grande-Bretagne 1993.

* Le pilote n'a pas terminé la course mais est classé pour avoir parcouru plus de 90 % de la distance de course.